# Djabiya
Jàbiya o al-Jàbiya (àrab: الجابية, al-Jābiya) fou una antiga ciutat de Síria, capital dels reis gassànides. Estava situada uns 80 km al sud de Damasc.
Els romans d'Orient i els àrabs hi van lliurar un combat parcial el 638 i la ciutat va quedar en part destruïda. El califa Úmar hi va anar aquell mateix any i va celebrar la reunió amb els seus principals oficials coneguda com a Yawm al-Jàbiya. Sota els àrabs fou el quarter del jund de Damasc i la major part dels califes omeies hi van passar i hi van fer parada. Quan Ibn az-Zubayr es va proclamar califa, els sirians es van reunir a al-Jàbiya per designar un successor de Muàwiya II sota la presidència d'Ibn Bahdal (684). Hi fou escollit Marwan I ibn al-Hàkam. En el regnat de Sulayman ibn Abd-al-Màlik (715-717) el campament militar es va traslladar a Dabik, al nord d'Alep, i la ciutat va perdre importància, tot i que va restar cap d'un districte depenent de Damasc. Sota els abbàssides ja no va jugar cap paper.